# Свобода на Упи
Свобода на Упи (чеш. Svoboda nad Úpou) град је у Чешкој Републици. Град се налази у управној јединици Краловехрадечки крај, у оквиру којег припада округу Трутнов.

## Становништво
Према подацима о броју становника из 2014. године град је имао 2.107 становника.